# Mogan Itga, Jevargi
Mogan Itga là một làng thuộc tehsil Jevargi, huyện Gulbarga, bang Karnataka, Ấn Độ.